# Вільяр-де-Фальявес
Вільяр-де-Фальявес (ісп. Villar de Fallaves) — муніципалітет в Іспанії, у складі автономної спільноти Кастилія-і-Леон, у провінції Самора. Населення — 76 осіб (2010).
Муніципалітет розташований на відстані близько 220 км на північний захід від Мадрида, 60 км на північний схід від Самори.

## Демографія
Динаміка населення (INE ):